# Лаклакюрт
Лаклакюрт (кум. Лакълакъ-юрт) — село в Хасавюртовском районе Дагестана. Входит в Костекское сельское поселение.

## География
Расположено на северо-востоке от районного центра города Хасавюрт.
Ближайшие сёла: на северо-востоке — Ново-Костек и Костек, на северо-западе — Садовое, на юго-западе — Генжеаул и Байрамаул, на юго-востоке — Темираул, на востоке — Чонтаул. Близ села протекает канал «Шабур».

## История
Родовое гнездо сала-узденей Алибековы-Эсенбаевых (ветвь рода Токаевых).
В 1831 году сожжено во время Кавказской войны.

## Население
| 1889 | 1914 | 1926 | 1939 | 1970 | 1989 | 2002 |
| ---- | ---- | ---- | ---- | ---- | ---- | ---- |
| 180  | ↘159 | ↘107 | ↘100 | ↗114 | ↘111 | ↘92  |
| 2010 | 2021 |      |      |      |      |      |
| ↗177 | ↘143 |      |      |      |      |      |

Национальный состав

По данным Всесоюзной переписи населения 1926 года:
| № | Национальность | Численность, чел. | Доля  |
| - | -------------- | ----------------- | ----- |
| 1 | кумыки         | 107               | 100 % |

По данным Всероссийской переписи населения 2021 года:
| №        | Национальность | Численность, чел. | Доля  |
| -------- | -------------- | ----------------- | ----- |
| 1        | кумыки         | 143               | 100 % |
| 1.000001 | всего          | 143               | 100 % |